# Flaugnac
Flaugnac (okzitanisch: Flaunhac) ist eine Ortschaft und eine Commune déléguée in der südfranzösischen Gemeinde Saint-Paul-Flaugnac mit 405 Einwohnern (Stand: 1. Januar 2022) im Département Lot in der Region Okzitanien. Die Einwohner werden Flaugnaciens genannt.
Die Gemeinde Flaugnac wurde am 1. Januar 2016 mit Saint-Paul-de-Loubressac zur Commune nouvelle Saint-Paul-Flaugnac zusammengeschlossen und hat seither den Status einer Commune déléguée inne. Sie gehörte zum Arrondissement Cahors und zum Kanton Marches du Sud-Quercy.

## Lage
Flaugnac liegt am Ufer des Flusses Lupte in der alten Kulturlandschaft des Quercy, etwa 30 Kilometer nördlich von Montauban. Die Barguelonne begrenzte die Gemeinde im Nordwesten. Umgeben wurde die Gemeinde Flaugnac von den Nachbargemeinden Pern im Norden, Saint-Paul-de-Loubressac im Osten sowie Castelnau-Montratier im Süden und Westen. 
Durch die Commune déléguée führt die frühere Route nationale 659 (heutige D659).

## Bevölkerungsentwicklung
| Jahr                       | 1962 | 1968 | 1975 | 1982 | 1990 | 1999 | 2006 | 2012 |
| Einwohner                  | 497  | 445  | 381  | 389  | 376  | 380  | 405  | 427  |
| Quellen: Cassini und INSEE |      |      |      |      |      |      |      |      |

## Sehenswürdigkeiten
- Dolmen La Lécune
- historischer Ortskern
- Kirche Saint-Vincent aus dem Jahre 1861

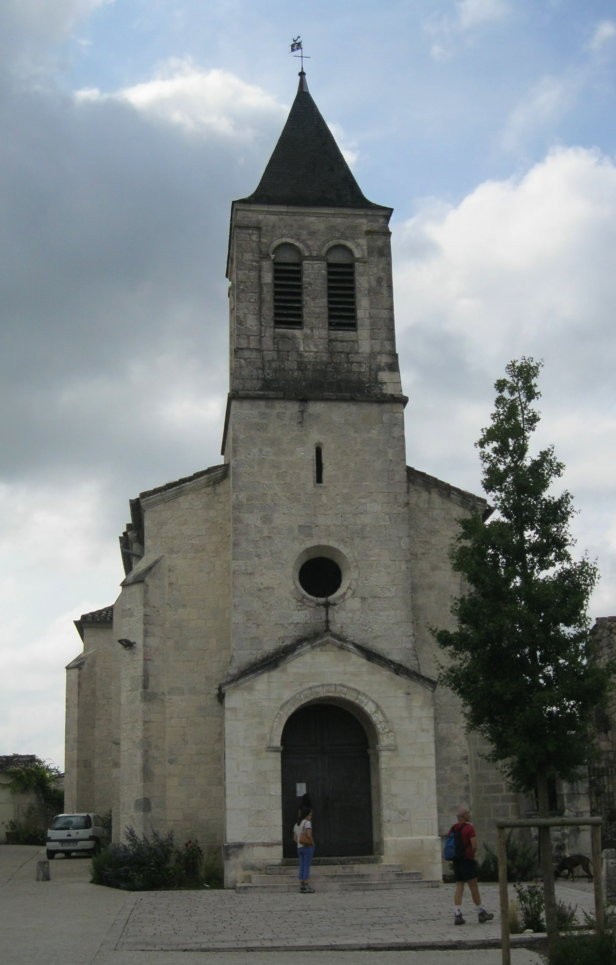
Kirche Saint-Vincent

## Persönlichkeiten
- Bérenger de Roquefeuil (1448–1530), Adliger, Herr über Castelnau-Montratier